# Jimena de la Frontera
Jimena de la Frontera is een gemeente in de Spaanse provincie Cádiz in de regio Andalusië met een oppervlakte van 346 km². In 2007 telde Jimena de la Frontera 10.025 inwoners.

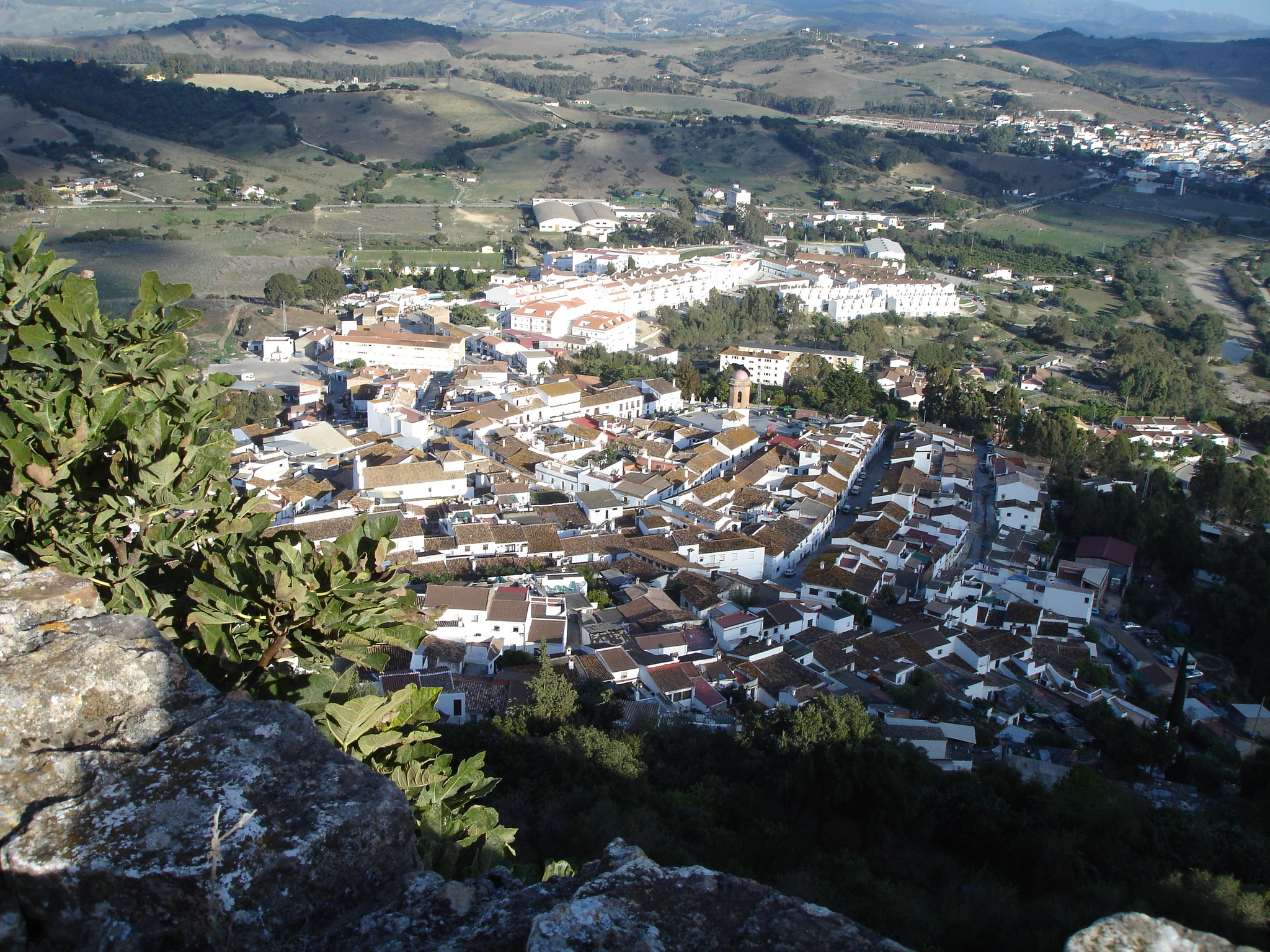
Jimena de la Frontera

## Demografische ontwikkeling
Bron: INE; 1857-2011: volkstellingen